# Euctenizidae
Euctenizidae (anteriormente Cyrtaucheniidae subfamilia Euctenizinae) son una familia de arañas migalomorfas. Ahora se considera que están más estrechamente relacionados con Idiopidae.

## Distribución
La familia se encuentra casi exclusivamente en los Estados Unidos y México. Los géneros estadounidenses comunes incluyen Myrmekiaphila, Aptostichus y Promyrmekiaphila.

## Géneros
A partir de abril de 2019, el Catálogo mundial de arañas acepta los siguientes géneros:
- Apomastus Bond & Opell, 2002
- Aptostichus Simon, 1891
- Entychides Simon, 1888
- Eucteniza Ausserer, 1875
- Myrmekiaphila Atkinson, 1886
- Neoapachella Bond & Opell, 2002
- Promyrmekiaphila Schenkel, 1950